# Марсель Фішер
Марсель Фішер (нім. Marcel Fischer, нар. 14 серпня 1978, Біль, Швейцарія) — швейцарський фехтувальник на шпагах, олімпійський чемпіон 2004 року, чемпіон Європи.

## Виступи на Олімпіадах
| Олімпіада   | Дисципліна          | Місце |
| ----------- | ------------------- | ----- |
| Сідней 2000 | індивідуальна шпага | 4     |
| Афіни 2004  | індивідуальна шпага | 1     |